# Kristine Koch
Kristine Koch (* 2002 in Deutschland) ist eine Schwimmerin der Special Olympics aus Mönchengladbach, die an den Special Olympics World Summer Games 2023 in Berlin teilnahm und drei Medaillen gewann.

## Leben und Karriere
Koch begann mit fünf Jahren beim DLRG Kaarst zu schwimmen. Dort erlangte sie auch das Deutsche Rettungsschwimmabzeichen in Silber. Seit 2016 trainiert sie beim Verein Schwimmen mit Behinderten Mönchengladbach e.V. und weiterhin auch beim DLRG. Koch nahm an vielen Schwimm-Wettkämpfen auf Bundes- und Landesebene mit Erfolg teil.
Sie war auch bei den Wettkämpfen der Special Olympics Deutschland Sommerspiele 2022 in Berlin. Durch ihre Leistungen bei den Spielen qualifizierte sie sich für die World Games 2023.
Im Juni 2023 nahm Koch an dem Fackellauf in Mönchengladbach für die Special Olympics World Games teil, der im Rahmen des Host Town Programs der Spiele stattfand. Mönchengladbach betreute die Delegation von Special Olympics Nippon. Außerdem ist Koch seit April 2023 auch Beisitzerin im Vorstand der inklusiven Jugend von Special Olympics Nordrhein-Westfalen.
Bei den World Summer Games 2023 trat sie in den Disziplinen Freistil, Brustschwimmen und als Teammitglied vom Staffelschwimmen an. Im 50-Meter-Brustschwimmen auf Level A (FA 01) erlangte sie mit 0:46,43 Sekunden den zweiten Platz, eine weitere Silbermedaille gewann sie beim 50-Meter-Freistil, Level A (FA05) mit 0:37,75 Sekunden. Im Team bekam sie bei der 50-Meter-Freistil-Staffel eine Bronzemedaille.
Nach eigenen Angaben arbeitet Koch in der Garten- und Landschaftspflege der Hephata Werkstätten in Mönchengladbach.